# Øystein Hole

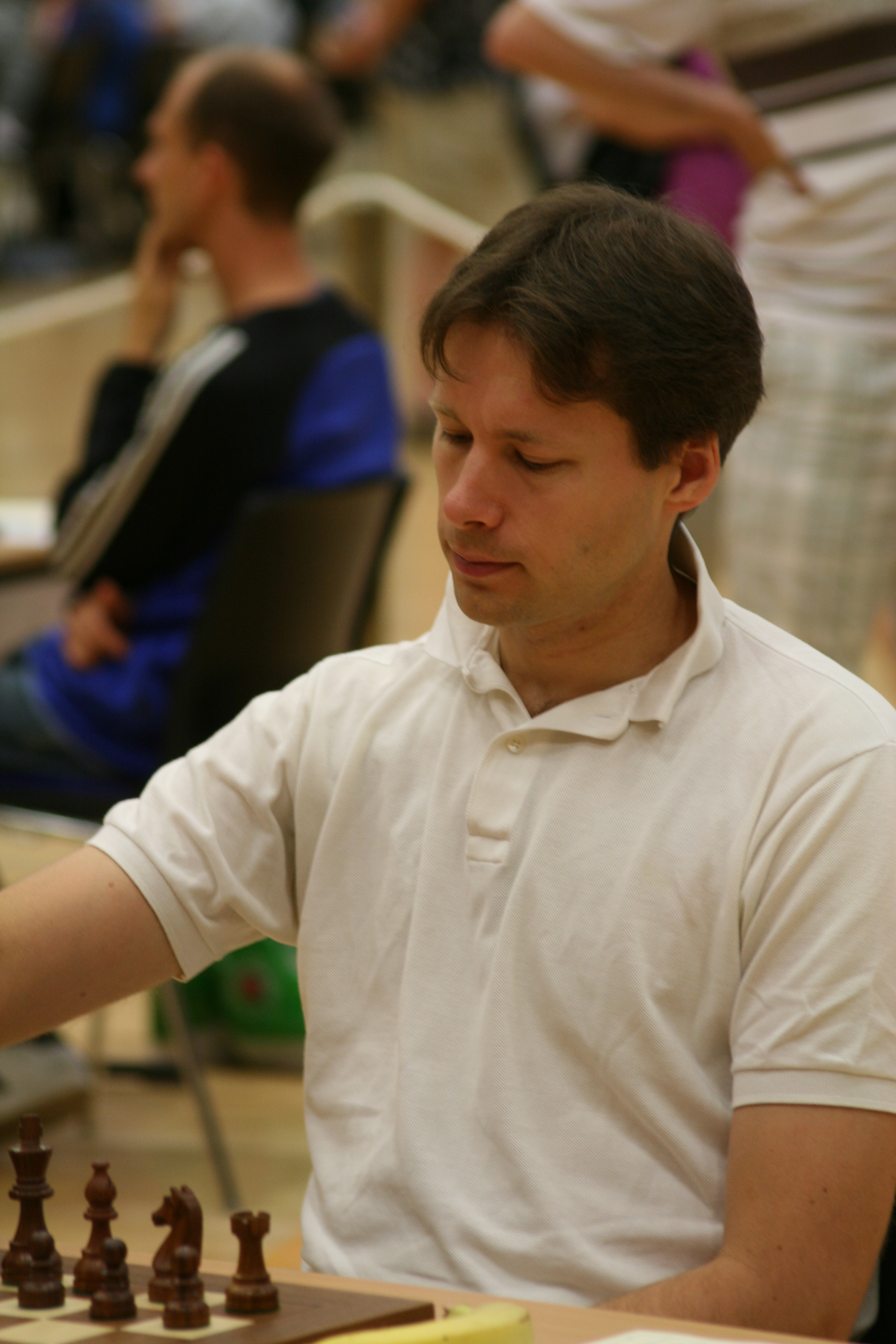
Øystein Hole

Øystein Hole (20 oktober 1971) is een Noorse schaker met een FIDE-rating 2330 in 2016. Hij is, sinds 2007, een Internationaal Meester (IM). 
Van  Øystein Hole wordt gezegd dat zijn ontwikkeling als schaker langzaam maar gestaag verloopt.

## Resultaten
In juli 2005 speelde hij mee in het toernooi om het kampioenschap van Noorwegen en eindigde daar met 5 uit 9 op de achtste plaats.
In 2006 speelde hij namens Noorwegen mee in het 17e NATO Schaakkampioenschap. Het Noorse team eindigde op een derde plaats, Hole kwam met zijn individuele score op een vijfde plaats.
Op het Oslo Chess International-toernooi in 2012 eindigde hij op een 9e plaats, 1,5 pt. onder de winnaar Rainer Buhmann.

## Schaakvereniging
Hoke speelt voor de schaakclub Akademisk SK in Oslo. 

## Externe koppelingen
- (en)   Informatie over schaakpartijen van Øystein Hole op ChessGames.com
- (en)   Informatie over schaakpartijen van Øystein Hole op 365chess.com
- (en)  FIDE-ratinggegevens voor Øystein Hole